# Marcello Monti
Marcello Monti, pseudonimo di Giovanni Giaconia (Motta d'Affermo, ...), è un attore e regista italiano.

## Biografia
Lasciata la Sicilia nel 1969, si trasferisce a Roma dove comincia la sua carriera in una compagnia chiamata "I folli", che si esibisce in un teatro di via della Paglia, in Trastevere, adottando fin da questa prima esperienza il nome d'arte che lo accompagna per tutta la vita. Fino al 1970 ottiene parti più o meno di rilievo in Le baccanti di Euripide, La peste di Albert Camus e La tempesta di William Shakespeare. I buoni giudizi della critica durante questa gavetta gli valgono un invito da Giuliano Vasilicò, che lo chiama in ruolo da co-protagonista in L'uomo di Babilonia. Nello stesso anno lavora anche nel teatro d'avanguardia, dove si fa notare da Elsa De Giorgi, che lo definisce attore di grande temperamento artistico e un talento comico da commedia dell'arte. L'attrice lo vuole nel 1971 nel suo allestimento de La cortigiana di Pietro Aretino, dove interpreta Rosso, il famiglio di Messer Parabolano. Nello stesso anno rifiuta una proposta di Luigi Squarzina, che lo vorrebbe come protagonista ne La Lozana Andalusa di Rafael Alberti, per seguire in tournée Sergio Fantoni e Ivo Garrani nell'Otello. Tra le partecipazioni di questi anni meritano menzione l'allestimento de Il volpone di Ben Jonson, dove lavora con Gianrico Tedeschi, e de La locandiera di Carlo Goldoni al Teatro dei Satiri di Roma, nonché una tournée de Il berretto a sonagli di Luigi Pirandello e la parte del protagonista Callimaco in La mandragola, con la compagnia di Salvo Randone.
Nel 1972 fa il suo esordio al cinema in un film decamerotico, Decameron nº 4 - Le belle novelle del Boccaccio, proseguendo poi la sua attività con parti minori, specie nel genere poliziottesco, dove è un volto ricorrente nella parte del giovane malvivente e lavora a fianco di Maurizio Merli, Tomas Milian e Luc Merenda. In televisione partecipa a Fontamara, sceneggiato per la regia di Carlo Lizzani dove lavora con Michele Placido e Ida Di Benedetto.

## Filmografia parziale

### Cinema
- Decameron nº 4 - Le belle novelle del Boccaccio, regia di Paolo Bianchini (1972)
- Non ho tempo, regia di Ansano Giannarelli (1973)
- Il figlio di Zorro, regia di Gianfranco Baldanello (1973)
- Roma violenta, regia di Marino Girolami (1975)
- Uomini si nasce poliziotti si muore, regia di Ruggero Deodato (1976)
- Roma, l'altra faccia della violenza, regia di Marino Girolami (1976)
- Italia a mano armata, regia di Marino Girolami (1976)
- La banda del trucido, regia di Stelvio Massi (1977)
- Amore all'arrabbiata, regia di Carlo Veo (1977)
- Fontamara, regia di Carlo Lizzani (1980)

### Televisione
- Fontamara, regia di Carlo Lizzani (1980)